# Čosića mlinica i most na Grabu
Čosića mlinica i most na rječici Grabu nalaze se na rječici Grab u selu Grabu, Grad Trilj.
Mlinica se nalazi se na desnoj obali rječice Graba. Tipa je kašikare tj. mlinice s vodoravno položenim mlinskim kolima smještenima pod svodovima zgrade. Imala je 4 mlinska kola te stupu i badanj koji nisu u potpunosti sačuvani. Unutrašnje i vanjsko mlinsko postrojenje je sačuvano te se mlinica i danas koristi. Uz mlinicu se nalazi manji kameni most koji je služio kao pješački prijelaz iz okolnih mjesta prema mlinici i Grabu.

## Zaštita
Pod oznakom Z-5014 zavedeni su kao nepokretno kulturno dobro - pojedinačno, pravna statusa zaštićena kulturnog dobra, klasificirano kao "javne građevine".